# 高山瞿麦
高山瞿麦（学名：Dianthus superbus var. speciosus）为石竹科石竹属下的一个变种。

## 扩展阅读
- 維基物種上的相關：高山瞿麦